# Cissus bachmaensis
Cissus bachmaensis är en vinväxtart som beskrevs av François Gagnepain. Cissus bachmaensis ingår i släktet Cissus och familjen vinväxter. Inga underarter finns listade i Catalogue of Life.